# Luis María de Lojendio
Luis María de Lojendio e Irure (San Sebastián, 6 de mayo de 1907-Leyre, Navarra, 27 de octubre de 1987) fue un jurista, escritor y monje benedictino español, significado por su papel como portavoz de la propaganda exterior del régimen franquista durante la Guerra Fría. Fue Abad del Valle de los Caídos desde 1968 hasta 1979.

## Biografía
Nacido el 6 de mayo de 1907 en la ciudad guipuzcoana de San Sebastián, era hermano de dos diplomáticos de carrera: Juan Pablo -embajador de España en Cuba (1952-1960), en Suiza (1961-1969), en Italia (1969-1972) y ante la Santa Sede (1972-1973)- y Miguel María -embajador de España en Egipto (1964-1966), en Chile (1966-1970), en Australia (1970-1974), y en Francia (1974-1976)-.
Luis María cursó la carrera de Derecho en la Universidad de Valladolid, obteniendo la licenciatura en Derecho. Ejerció la abogacía en su San Sebastián natal y en Pamplona. Durante el trascurso de la guerra civil fue detenido por el bando republicano, y posteriormente liberado por el bando franquista, incorporándose a continuación a la oficina de prensa de la zona rebelde, controlada por el periodista Juan Pujol Martínez. Entre 1946 y 1958 fue el organizador y el jefe del Servicio de Información Diplomática del Ministerio de Asuntos Exteriores, fundando la Oficina de Información Diplomática (OID) , que dirigió hasta 1959.  
En 1960 tomó el hábito benedictino en el Monasterio de Santo Domingo de Silos, siendo destinado el Monasterio de San Salvador de Leyre. Profesó el 20 de octubre de 1962. Fue ordenado sacerdote el 27 de mayo de 1966. Durante unos años fue prior del Monasterio de Leyre. En 1968 fue elegido Abad del Valle de los Caídos, sucediendo a Justo Pérez de Urbel. Renunció al cargo en 1979 y regresó al Monasterio de Leyre, donde murió el 27 de octubre de 1987. Fue un gran aficionado a la pintura, sobre todo de paisajes.

## Distinciones
- Gran Cruz de la Orden del Mérito Civil (1958)[8]

## Obras

### Libros:
- Guerra y neutralidad y operaciones militares de la Guerra de España, 1936-1939, Barcelona, 1940.
- Gonzalo de Córdoba, el Gran Capitán, Madrid, 1942.
- Savonarola, Madrid, 1945.
- El testimonio personal de san Pablo, Madrid, 1964-1966, 3 vols. (col. Patmos, n.os 118-120).
- Castille romane, Paris, 1967.
- Navarre romane, Paris, 1967.
- La conversión del cristiano, Madrid, 1968.
- Leyre, un ideal de vida benedictina, Pamplona, 1968.
- Leyre, Pamplona, 1969 (col. Temas de Cultura Popular).
- Diario espiritual de la Madre Teresa Dupuy, fundadora de las religiosas du Sacré-Coeur, Madrid, 1970.